# 歧序剪股颖
歧序剪股颖（学名：Agrostis divaricatissima）为禾本科剪股颖属下的一个种。